# Galileomuseum
Het Galileomuseum  (Italiaans: Museo Galileo) of MG ligt in Florence, Italië. Het werd in 1927 door de Universiteit van Florence opgericht. Het museum is gevestigd in het Palazzo Castellani, bij de Arno en vlak bij de Uffizi. Vroeger heette het Instituut en Museum van de Wetenschapsgeschiedenis.
Een van de beroemdste items in de collectie is de middelvinger van de rechterhand van Galileo Galilei, die verwijderd werd toen Galileo's overblijfselen op 12 maart 1737 naar een nieuwe plaats werden getransporteerd.